# 윌리엄 적슨
윌리엄 적슨(William Juxon, 1582년-1663년 6월 4일)은 캔터베리 대주교이다.
잉글랜드 남부 치체스터 출신이다. 1650년대의 영국은 올리버 크롬웰의 공화정 체제로 캔터베리 주교좌가 중단된 상태였다. 1660년대에 접어들어 찰스 2세의 즉위로 왕정이 복귀되자 적슨 주교는 캔터베리 주교좌를 재건하였다.